# فاكسيو
فاكسيو (بالإنجليزية: Växjö)‏ التلفظ السويدي: ‎[ˈvɛ̂kːɧœ]‏ هي مدينة سويدية تمثل مركز مقاطعة كرونوبيرج في جنوب البلاد وتبعد عن العاصمة ستوكوهولم مسافة 360 كم.

## مناخ المدينة
مناخ قاري، بارد في الشتاء مع درجات حرارة متفاوتة بين 0 و -14 مئوية,
أما في الصيف فيكون الجو معتدلاً ودرجات الحرارة بين 12 و 21 مئوية.

## المناخ
يظهر الجدول التالي التغييرات المناخية على مدار السنة لفاكسيو:
| البيانات المناخية لـفاكسيو        | البيانات المناخية لـفاكسيو | البيانات المناخية لـفاكسيو | البيانات المناخية لـفاكسيو | البيانات المناخية لـفاكسيو | البيانات المناخية لـفاكسيو | البيانات المناخية لـفاكسيو | البيانات المناخية لـفاكسيو | البيانات المناخية لـفاكسيو | البيانات المناخية لـفاكسيو | البيانات المناخية لـفاكسيو | البيانات المناخية لـفاكسيو | البيانات المناخية لـفاكسيو | البيانات المناخية لـفاكسيو |
| الشهر                             | يناير                      | فبراير                     | مارس                       | أبريل                      | مايو                       | يونيو                      | يوليو                      | أغسطس                      | سبتمبر                     | أكتوبر                     | نوفمبر                     | ديسمبر                     | المعدل السنوي              |
| --------------------------------- | -------------------------- | -------------------------- | -------------------------- | -------------------------- | -------------------------- | -------------------------- | -------------------------- | -------------------------- | -------------------------- | -------------------------- | -------------------------- | -------------------------- | -------------------------- |
| الدرجة القصوى °م (°ف)             | 9.6 (49.3)                 | 13.8 (56.8)                | 20.0 (68.0)                | 27.9 (82.2)                | 30.3 (86.5)                | 32.5 (90.5)                | 33.5 (92.3)                | 34.4 (93.9)                | 27.6 (81.7)                | 21.9 (71.4)                | 14.0 (57.2)                | 11.3 (52.3)                | 34.4 (93.9)                |
| الحد الأقصى المتوسط °م (°ف)       | 7.4 (45.3)                 | 8.9 (48.0)                 | 13.4 (56.1)                | 19.3 (66.7)                | 29.5 (85.1)                | 29.9 (85.8)                | 32.9 (91.2)                | 32.4 (90.3)                | 27.7 (81.9)                | 16.4 (61.5)                | 13.8 (56.8)                | 8.5 (47.3)                 | 32.9 (91.2)                |
| متوسط درجة الحرارة الكبرى °م (°ف) | 5.5 (41.9)                 | 6.7 (44.1)                 | 7.4 (45.3)                 | 14.9 (58.8)                | 21.5 (70.7)                | 25.4 (77.7)                | 31.5 (88.7)                | 29.8 (85.6)                | 20.5 (68.9)                | 15.4 (59.7)                | 9.5 (49.1)                 | 7.7 (45.9)                 | 16.3 (61.4)                |
| المتوسط اليومي °م (°ف)            | −2.0 (28.4)                | −1.3 (29.7)                | 1.3 (34.3)                 | 4.8 (40.6)                 | 11.6 (52.9)                | 22.7 (72.9)                | 27.6 (81.7)                | 26.4 (79.5)                | 16.8 (62.2)                | 13.2 (55.8)                | 8.4 (47.1)                 | 6.3 (43.3)                 | 11.3 (52.4)                |
| متوسط درجة الحرارة الصغرى °م (°ف) | −5.2 (22.6)                | −3.8 (25.2)                | −2.3 (27.9)                | 1.6 (34.9)                 | 3.2 (37.8)                 | 16.4 (61.5)                | 18.4 (65.1)                | 19.8 (67.6)                | 12.6 (54.7)                | 10.2 (50.4)                | 7.3 (45.1)                 | 3.2 (37.8)                 | 6.8 (44.2)                 |
| الحد الأدنى المتوسط °م (°ف)       | −13.8 (7.2)                | −12.1 (10.2)               | −10.0 (14.0)               | −3.6 (25.5)                | 0.2 (32.4)                 | 4.2 (39.6)                 | 7.7 (45.9)                 | 6.7 (44.1)                 | 2.2 (36.0)                 | −3.5 (25.7)                | −6.4 (20.5)                | −10.6 (12.9)               | −16.2 (2.8)                |
| أدنى درجة حرارة °م (°ف)           | −34.0 (−29.2)              | −28.8 (−19.8)              | −29.8 (−21.6)              | −19.0 (−2.2)               | −6.0 (21.2)                | −0.8 (30.6)                | 3.5 (38.3)                 | 0.0 (32.0)                 | −4.8 (23.4)                | −10.3 (13.5)               | −17.8 (0.0)                | −24.5 (−12.1)              | −34.0 (−29.2)              |
| الهطول مم (إنش)                   | 30.5 (1.20)                | 7.0 (0.28)                 | 3.7 (0.15)                 | 1.8 (0.07)                 | 10.6 (0.42)                | 67.3 (2.65)                | 247.6 (9.75)               | 259.9 (10.23)              | 255.4 (10.06)              | 207.6 (8.17)               | 257.0 (10.12)              | 198.6 (7.82)               | 1٬547 (60.92)              |
| ساعات سطوع الشمس الشهرية          | 52                         | 128                        | 257                        | 266                        | 277                        | 238                        | 234                        | 191                        | 153                        | 88                         | 19                         | 24                         | 1٬927                      |
| المصدر #1: SMHI                   |                            |                            |                            |                            |                            |                            |                            |                            |                            |                            |                            |                            |                            |
| المصدر #2: SMHI Monthly Data      |                            |                            |                            |                            |                            |                            |                            |                            |                            |                            |                            |                            |                            |

## مواقع مميزة في المدينة
تحوي المدينة العديد من المدارس الثانوية الحديثة، وفيها مسرح فاكسيو, جامعة لينيس Linnaeus University ,ومنشآت صناعية ونوادي رياضية وغيرها.

## أعلام
- كريستينا نيلسون
- أوفه نيلسون
- ستيغ سفينسون
- بار لاغركفيست
- ماتس ويلندر